# Luka (Bosansko Grahovo, BiH)
Luka je naseljeno mjesto u općini Bosansko Grahovo, Federacija Bosne i Hercegovine, BiH.

## Stanovništvo

### 1991.
Nacionalni sastav stanovništva 1991. godine, bio je sljedeći:
ukupno: 215
- Srbi - 173
- Hrvati - 36
- Muslimani - 5
- Jugoslaveni - 1

### 2013.
Nacionalni sastav stanovništva 2013. godine, bio je sljedeći:
ukupno: 60
- Hrvati - 36
- Srbi - 20
- ostali, neopredijeljeni i nepoznato - 4

## Vanjske poveznice
- (engl.) Luka